# JoJo ~Sono Chi no Sadame~
"JoJo ~Sono Chi no Sadame~" (ジョジョ～その血の) é o primeiro single solo do cantor Hiroaki "Tommy" Tominaga, escrito por Shoko Fujibayashi, composto por Kohei Tanaka e arranjado por Kō Ōtani. Foi lançado em 21 de novembro de 2012.
É o primeiro tema de abertura da adaptação para anime de 2012 do mangá JoJo's Bizarre Adventure de 1987, representando o primeiro arco do mangá, chamado Phantom Blood. Tanto Fujibayashi quanto Tanaka são conhecidos por suas contribuições em músicas-tema, tendo trabalhado juntos anteriormente em "We Are!" para One Piece.

## Produção
Tominaga era parte de uma banda cujo trombonista trabalhava com a mesma agência que Kohei Tanaka, compositor de "JoJo ~Sono Chi no Sadame~". Por esse contato, participou de um show de Tanaka, cantando o tema do jogo Sakura Wars. Esse contato levou ao convite para que TOMMY cantasse a abertura de JoJo's Bizarre Adventure.

## Desempenho comercial
"JoJo ~Sono Chi no Sadame~" teve um desempenho moderadamente bom nas paradas, chegando ao 14º lugar nas paradas semanais de álbuns da Oricon. Na Billboard Japan Hot 100, estreou em 52º e atingiu o pico em 19º; na parada Japan Hot Animation, estreou e atingiu o pico de 5; e na Japan Hot Singles Sales estreou no seu pico de 10° lugar, permaneceu na parada por 12 semanas. Quando o tema subsequente do anime ("Bloody Stream" de Coda) entrou nas paradas, "JoJo (Sono Chi no Sadame)" foi visto saltando de uma classificação de 65 para 41 na Oricon em uma semana.

## Lista de faixas
Todas as letras escritas por Shoko Fujibayashi, todas as músicas compostas por Kohei Tanaka, todos arranjos por Kō Ōtani.
| N.º            | Título                                                 | Duração |  |
| 1.             | "JoJo ~Sono Chi no Sadame~" (ジョジョ～その血の運命～) | 4:22    |  |
| 2.             | "JoJo ~Sono Chi no Sadame~" (Original Karaoke)         | 4:22    |  |
| Duração total: | Duração total:                                         | 8:45    |  |